# ۱۶ رمضان
۱۶ رمضان، شانزدهمین روز از ماه رمضان در تقویم هجری قمری است.
در تقویم هجری قمری قراردادی این روز دویست و پنجاه و دومین روز سال است.